# Финале Купа УЕФА 2009.
Финале Купа УЕФА 2009. је била финална утакмица Купа УЕФА 2008–09, 38. сезоне Купа УЕФА, УЕФА-иног другостепеног клупског фудбалског турнира. То је било и последње финале које је одржано под именом Купа УЕФА, пошто је такмичење преименовано у УЕФА Лигу Европе од сезоне 2009–10. У финалу су се борили Шахтјор Доњецк и Вердер из Бремена, а Шахтјор је победио у мечу са 2–1 после продужетака. Сва три стрелца на утакмици били су Бразилци; Соло продором нападач Луиз Адријано постигао је гол за Шахтјор средином првог полувремена, пре него што је десет минута касније Налдо изједначио из слободног ударца. Друго полувреме је протекло без голова и меч је отишао у продужетке. Након само седам минута, Жадсон је постигао гол за Шахтјор и тако обезбедио клубу први велики европски трофеј.
Утакмица је одиграна на стадиону Шукру Сараџоглу, домаћем терену Фенербахчеа, у Истанбулу, Турска, 20. маја 2009. године. Било је то друго европско фудбалско финале које је одржано у Турској, након финала УЕФА Лиге шампиона 2005. године, које је одржано на другом истанбулском стадиону, на Олимпијском стадиону Ататурк. То је такође било прво европско фудбалско финале које је одржано ван географске Европе, пошто се стадион Шукру Сарацоглу налази преко пута Босфора од центра града, а самим тим и у географској Азији.
Бивши фудбалер Фенербахчеа Кан Барту именован је за амбасадора финала.

## Пут до финала
Напомена: У свим доле наведеним резултатима прво се даје резултат финалисте (д: код куће; г: у гостима).
| Шахтјор Доњецк                       | Шахтјор Доњецк                       | Шахтјор Доњецк                       | Шахтјор Доњецк                       | Коло                     | Вердер Бремен                       | Вердер Бремен                       | Вердер Бремен                       | Вердер Бремен                       |
| ------------------------------------ | ------------------------------------ | ------------------------------------ | ------------------------------------ | ------------------------ | ----------------------------------- | ----------------------------------- | ----------------------------------- | ----------------------------------- |
| Лига шампиона                        |                                      |                                      |                                      |                          |                                     |                                     |                                     |                                     |
| Противник                            | Скор                                 | 1. ута                               | 2. ута                               | Квалификације            | Противник                           | Скор                                | 1. ута                              | 2. ута                              |
| Динамо Загреб                        | 5–1                                  | 2–0 (д)                              | 3–1 (г)                              | Треће коло квалификација | Слободан                            | Слободан                            | Слободан                            | Слободан                            |
| Противник                            | Резултат                             | Резултат                             | Резултат                             | Групна фаза              | Противник                           | Резултат                            | Резултат                            | Резултат                            |
| Базел                                | 2–1 (г)                              | 2–1 (г)                              | 2–1 (г)                              | Дан утакмице 1           | Анортозис Фамагуста                 | 0–0 (д)                             | 0–0 (д)                             | 0–0 (д)                             |
| Барселона                            | 1–2 (д)                              | 1–2 (д)                              | 1–2 (д)                              | Дан утакмице 2           | Интернационале                      | 1–1 (г)                             | 1–1 (г)                             | 1–1 (г)                             |
| Спортинг                             | 0–1 (д)                              | 0–1 (д)                              | 0–1 (д)                              | Дан утакмице 3           | Панатинаикос                        | 2–2 (г)                             | 2–2 (г)                             | 2–2 (г)                             |
| Спортинг                             | 0–1 (г)                              | 0–1 (г)                              | 0–1 (г)                              | Дан утакмице 4           | Панатинаикос                        | 0–3 (д)                             | 0–3 (д)                             | 0–3 (д)                             |
| Базел                                | 5–0 (д)                              | 5–0 (д)                              | 5–0 (д)                              | Дан утакмице 5           | Анортозис Фамагуста                 | 2–2 (г)                             | 2–2 (г)                             | 2–2 (г)                             |
| Барселона                            | 3–2 (г)                              | 3–2 (г)                              | 3–2 (г)                              | Дан утакмице 6           | Интернационале                      | 2–1 (д)                             | 2–1 (д)                             | 2–1 (д)                             |
| Група Ц треће место (Шахтјор Доњецк) | Група Ц треће место (Шахтјор Доњецк) | Група Ц треће место (Шахтјор Доњецк) | Група Ц треће место (Шахтјор Доњецк) | Позиција у групи         | Група Б треће место (Вердер Бремен) | Група Б треће место (Вердер Бремен) | Група Б треће место (Вердер Бремен) | Група Б треће место (Вердер Бремен) |
| Куп УЕФА                             |                                      |                                      |                                      |                          |                                     |                                     |                                     |                                     |
| Противник                            | Скор                                 | 1. ута.                              | 2. ута.                              | Елиминациона фаза        | Противник                           | Скор                                | 1. ута.                             | 2. ута.                             |
| Тотенхем хотспур                     | 3–1                                  | 2–0 (д)                              | 1–1 (г)                              | Шеснаестина финала       | Милан                               | 3–3 (a)                             | 1–1 (д)                             | 2–2 (г)                             |
| ЦСКА Москва                          | 2–1                                  | 0–1 (д)                              | 2–0 (г)                              | Осмина финала            | Сент Етјен                          | 3–2                                 | 1–0 (д)                             | 2–2 (г)                             |
| Олимпик Марсељ                       | 4–1                                  | 2–0 (д)                              | 2–1 (г)                              | Четвртфинале             | Удинезе                             | 6–4                                 | 3–1 (д)                             | 3–3 (г)                             |
| Динамо Кијев                         | 3–2                                  | 1–1 (г)                              | 2–1 (д)                              | Полуфинале               | Хамбургер                           | 3–3 (a)                             | 0–1 (д)                             | 3–2 (г)                             |

## Утакмица

### Детаљи
| Шахтјор Доњецк            | 2–1 (п. с. н.) | Вердер Бремен |
| ------------------------- | -------------- | ------------- |
| Адријано 25’ · Жадсон 97’ | Извештај       | Налдо 35’     |

| Шахтјор Доњецк | Вердер Бремен |

| GK               | 30 | Андриј Пјатов                 |     |      |
| RB               | 33 | Даријо Срна (c)               | 57’ |      |
| CB               | 5  | Александар Кучер              |     |      |
| CB               | 27 | Димитриј Чигринскиј           |     |      |
| LB               | 26 | Разван Рац                    |     |      |
| CM               | 18 | Маријуш Левандовски           | 77’ |      |
| CM               | 7  | Фернандињо                    |     |      |
| RW               | 11 | Илсињо                        | 87’ | 100’ |
| AM               | 8  | Жадсон                        |     | 112’ |
| LW               | 22 | Вилијан                       |     |      |
| CF               | 17 | Луиз Адријано                 |     | 90’  |
| Резервни играчи: |    |                               |     |      |
| GK               | 12 | Рустам Худжамов               |     |      |
| DF               | 32 | Микола Ишченко                |     |      |
| DF               | 36 | Олександр Олександрович Чижов |     |      |
| MF               | 4  | Игор Дуљај                    |     | 112’ |
| MF               | 19 | Олексиј Анатолијевич Хај      |     | 100’ |
| FW               | 21 | Олександр Николајевич Хладки  |     | 90’  |
| FW               | 99 | Марсело Мартинс Морено        |     |      |
| Менаџер:         |    |                               |     |      |
| Мирчеа Луческу   |    |                               |     |      |

| GK               | 1  | Тим Визе           |        |      |
| RB               | 8  | Клеменс Фриц       | 82’    | 95’  |
| CB               | 15 | Себастијан Предл   |        |      |
| CB               | 4  | Накдо              |        |      |
| LB               | 2  | Себастијан Бениш   | 120+2’ |      |
| CM               | 22 | Торстен Фрингс     | 45+1’  |      |
| CM               | 6  | Франк Бауман (c)   |        |      |
| RW               | 25 | Петер Нијмајер     |        | 103’ |
| LW               | 11 | Месут Озил         |        |      |
| SS               | 9  | Маркус Росенберг   |        | 78’  |
| CF               | 24 | Клаудио Пизаро     |        |      |
| Резервни играчи: |    |                    |        |      |
| GK               | 33 | Кристиан Вандер    |        |      |
| DF               | 3  | Петри Пасанен      |        | 95’  |
| DF               | 5  | Душко Тошић        |        |      |
| MF               | 7  | Јурица Врањеш      |        |      |
| MF               | 16 | Александрос Циолис | 115’   | 103’ |
| FW               | 14 | Арон Хант          |        | 78’  |
| FW               | 34 | Мартин Харник      |        |      |
| Менаџер:         |    |                    |        |      |
| Томас Шаф        |    |                    |        |      |

| Играч утакмице: Даријо Срна (Шахтјор Доњецк) Помоћне судије: Хесус Калво Гвадамуро (Шпанија) Роберто Дијаз Перез дел Паломар (Шпанија) Четврти судија: Алфонсо Перез Буруљ (Шпанија) | Правила - Игра се 90 минута - У случају нерешеног играју се продужици 30 минута - Приступа се извођењу једанаестераца ако је резултат и даље изједначен - Седам именованих резервних играча - Максимално три замене |

| Освајач Купа УЕФА 2008/09. |
| -------------------------- |
| Шахтјор Доњецк 1. Титула   |